# Iurkivka, Babanka
Iurkivka (în ucraineană Юрківка) este o comună în raionul Babanka, regiunea Cerkasî, Ucraina, formată numai din satul de reședință.

## Demografie
Componența lingvistică a comunei Iurkivka
     Ucraineană (99,17%)
     Alte limbi (0,83%)
Conform recensământului din 2001, majoritatea populației comunei Iurkivka era vorbitoare de ucraineană (99,17%), existând în minoritate și vorbitori de alte limbi.